# Son Tae-jin
Son Tae-jin (in hangŭl: 손태진; 5 maggio 1988) è un taekwondoka sudcoreano.

## Palmarès

### Olimpiadi
- 1 medaglia:
  - 1 oro (Pechino 2008 nei 68 kg)